# Sextus Caecilius Senecio
Sextus Caecilius Senecio (vollständige Namensform Sextus Caecilius Sexti filius Sabatina Senecio) war ein im 1. Jahrhundert n. Chr. lebender Angehöriger des römischen Ritterstandes (Eques). Durch eine Inschrift, die in Mantua gefunden wurde, sind einzelne Stationen seiner Laufbahn bekannt.
Senecio übte zunächst die folgenden zivilen Ämter aus: er war zwei Mal IIIIvir, danach Pontifex und zuletzt Praefectus fabrum. Im Anschluss folgte seine militärische Laufbahn (Tres militiae). Er war als erstes Kommandeur (Praefectus) einer Kohorte der Auxiliartruppen, deren Name in der Inschrift nicht angegeben ist. Danach war er Kommandeur einer Ala Hispanorum.
Senecio war in der Tribus Sabatina eingeschrieben und stammte aus Mantua. Die Inschrift wurde im Auftrag der Ala Hispanorum zu Ehren ihres Kommandeurs errichtet.

## Ala Hispanorum
Laut Ségolène Demougin ist es nicht möglich, die Ala Hispanorum genau zu bestimmen, da es mehrere Reitereinheiten mit dem Namensbestandteil Hispanorum gab. John Spaul, Florian Matei-Popescu und Margaret M. Roxan ordnen Senecio dagegen der Ala I Hispanorum zu.

## Datierung
Die Inschrift wird bei der EDCS und bei der EDH auf 41/54 datiert. Demougin datiert seine Laufbahn in die Regierungszeit von Claudius (41–54). Matei-Popescu datiert sein Kommando über die Ala in die Regierungszeit von Claudius oder Nero (54–68), während Roxan es zwischen 69 und 117 datiert.